# Минюк, Леонид Фёдорович
Леони́д Фёдорович Миню́к (13 ноября 1900 — 13 июня 1977) — советский военный деятель, генерал-лейтенант (1943). 

## Биография
Работал пастухом у кулака Фисечко в родной станице, затем конюхом у торговца Сероклинова в Новопокровской, вальцовщиком на маслобойном заводе в станице Торговой. В 1912 году окончил три класса школы.
В РККА с мая 1918 года. Участвовал в Гражданской войне. Воевал красноармейцем в Таманском кавалерийском полку 11-й армии. Окончил партийную школу при политуправлении 4-й армии в 1921 году, Военно-академические курсы высшего комсостава РККА в 1924 году и Военную академию РККА имени М. В. Фрунзе в 1933 году. В 1925 году вступил в ВКП(б). С 1924 года — на командной и штабной работе в войсках. С января 1935 года — начальник штаба 4-й Донской казачьей дивизии имени т. Ворошилова в Белорусском военном округе, штаб которой находился в Слуцке (командиром дивизии был Г. К. Жуков).

## Великая Отечественная война
В 1941—1942 годах — генерал-адъютант главнокомандующего войсками Западного и Юго-Западного направлений Маршала Советского Союза С. К. Тимошенко. В 1942—1944 годах был старшим генерал-адъютантом и генералом для особых поручений при заместителе Верховного Главнокомандующего Г. К. Жукове. С 30 апреля 1944 года — начальник штаба 1-й ударной армии. С 2 июня 1944 года — начальник штаба Закавказского фронта, который тогда уже не вёл боевых действий. На фронте был дважды ранен: 15 июля 1941 года ранен в правое плечо и правое бедро, 30 июля 1943 года осколком снаряда ранен в правое бедро.

## После войны
С июля 1945 года — начальник штаба Тбилисского военного округа. С мая 1946 года находился на преподавательской работе, старший преподаватель Высшей военной академии им. К. Е. Ворошилова. 
31 декабря 1947 года был арестован органами МГБ СССР. 1 ноября 1951 года был осужден Военной коллегией Верховного Суда СССР по статье 58-10, часть I УК РСФСР («антисоветская пропаганда и агитация») и приговорен к 10 годам лишения свободы. Срок отбывал в Вятлаге, работал в мастерских по изготовлению мебели и в лагерной пожарной команде. 28 июля 1953 года Военной коллегией Верховного Суда СССР приговор в отношении Минюка Л. Ф. был отменен и дело прекращено за отсутствием состава преступления. 
После реабилитации был старшим преподавателем Высшей военной академии имени К. Е. Ворошилова. С 1959 года — в отставке. Умер в 1977 г.

## Воинские звания
- майор (29.01.1936)
- полковник (1938)
- комбриг (21.03.1940)
- генерал-майор (4.06.1940)
- генерал-лейтенант (17.11.1943)

## Награды
- Два ордена Ленина (17.04.1943; 21.02.1945)
- Три ордена Красного Знамени (6.11.1941; 3.11.1944, 30.12.1956)
- Орден Суворова 2-й степени (5.08.1944)
- Орден Красной Звезды (21.03.1940)
- Медали СССР

## Память
На фасаде сельского Дома культуры станицы Калниболотская открыта мемориальная доска в честь Л. Ф. Минюка.